# Vivo (Rats)
Vivo è un album live dei Rats, pubblicato nel 1989 da Hiara Records.

## Tracce
- Lato A

1. Tudor - 4:58
2. Stand by Me (Ben E. King cover) - 4:42
3. Ragazzo di strada (I Corvi cover) - 3:16
4. Vai! - 3:50
5. Rockin' Beirut - 4:58

- Lato B

1. Sara - 3:50
2. Paint It Black (The Rolling Stones cover) - 3:22
3. L'ultimo guerriero - 3:42
4. Get Back (The Beatles cover) - 3:00
5. Just Like a Woman (Bob Dylan cover) - 4:40

## Formazione
- Wilko - voce, chitarre
- Romi - basso, cori
- Lor - batteria, cori